# دستگاه تبدیل انرژی پلامیس

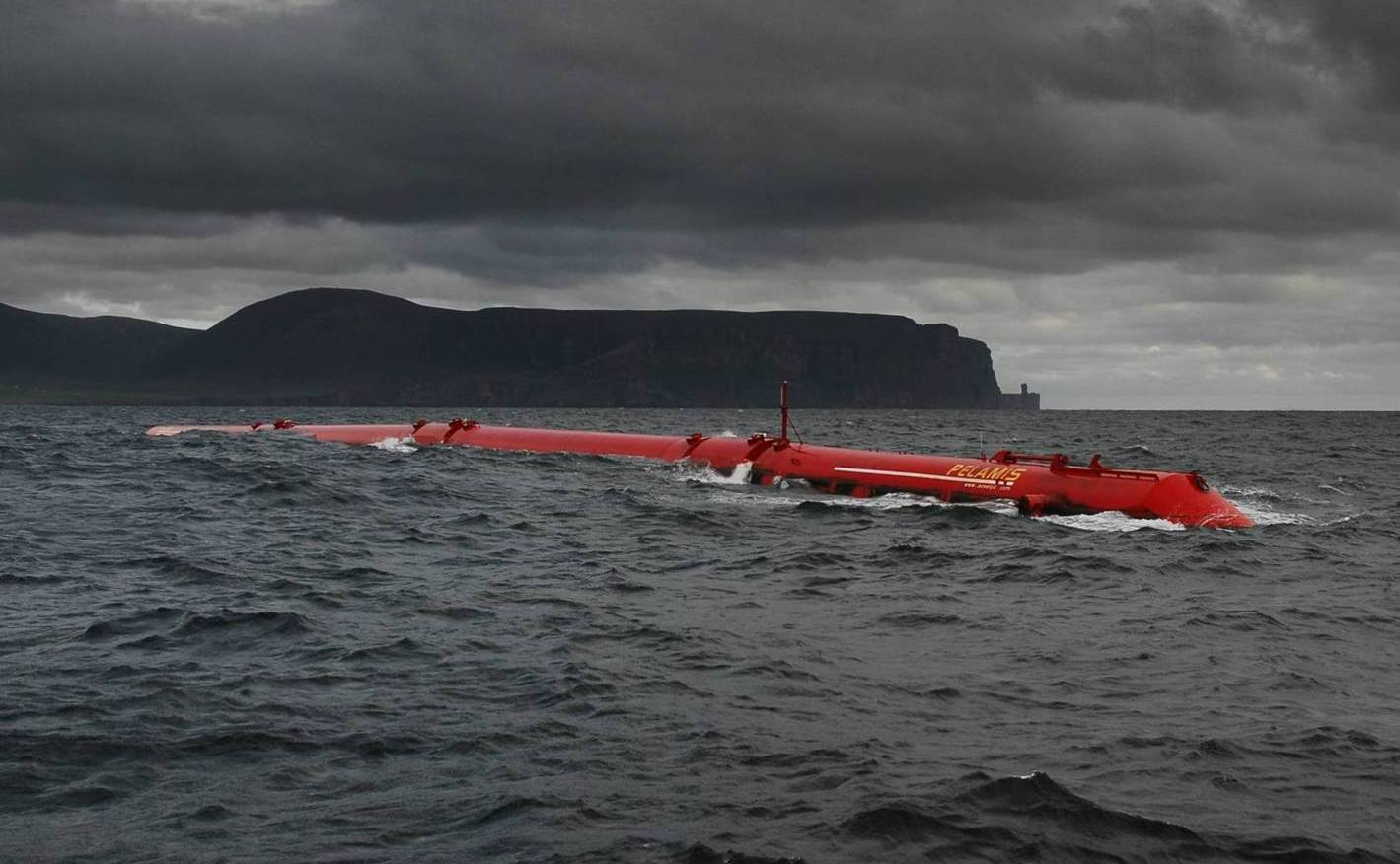
نمونه اولیه دستگاه پلامیس در اسکاتلند در اورکنی، سال ۲۰۰۷

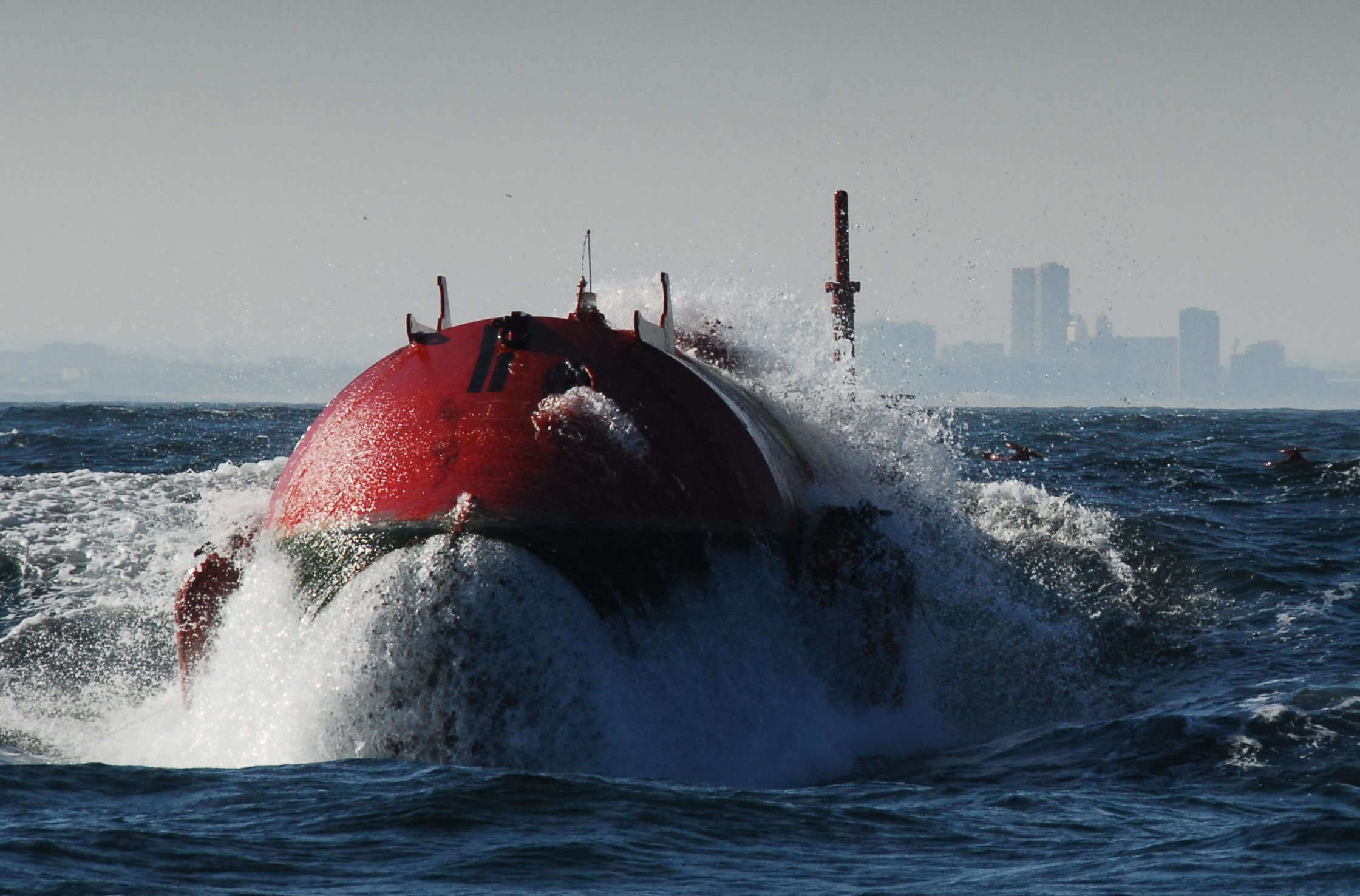
آگوستادورا، بزرگترین نیروگاه موج با تولید ۲٫۲۵ مگاوات در پرتغال

دستگاه تبدیل انرژی امواج پلامیس، یک مبدل انرژی موج است که انرژی حرکت‌های سطحی دریا را به انرژی الکتریکی تبدیل می‌کند. دستگاه از بخش‌هایی به هم متصل تشکیل شده به گونه‌ای که با گذر موج جابه‌جا می‌شوند و همین‌جا به جایی است که به انرژی الکتریکی تبدیل می‌شود.
دستگاه پِلامیس، ساختهٔ کمپانی اسکاتلندی انرژی موج پلامیس(شرکت انتقال انرژی اقیانوس سابق) سال ۲۰۰۴ که برای اولین بار به شبکه سراسری انتقال نیروی بریتانیا متصل شد. این اولین دستگاه تبدیل انرژی موج دریا به الکتریسیته بود که خارج از ساحل و در دل دریا کار تبدیل انرژی را انجام می‌داد. از آن تاریخ تا کنون شرکت پلامیس پنج نمونه از دستگاه تبدیل انرژی خود را ساخته و آزمایش کرده‌است. سه نمونه از این دستگاه از نوع نسل اول P1 بودند که در یک منطقه تبدیل انرژی، سال ۲۰۰۹ در سواحل پرتقال نصب شدند و دو نمونه دیگر از نسل دوم P2 هستند که از سال 2010 شروع به کار آزمایشیشان را در سواحل اورکنی آغاز کردند.

## فعالیت
دستگاه تبدیل انرژی پلامیس در مناطقی کاربرد دارد که عمق دریا بیشتر ۵۰ متر باشد. دستگاه از تعدادی بخش شبه زیر سطحی استوانه‌ای شکل تشکیل شده که به وسیله رابط‌هایی به هم متصل‌اند. با گذر موج در طول دستگاه این بخش‌ها از هم دور یا به هم نزدیک می‌شوند. سیلندرهایی هیدرولیکی با این حرکات رقابت می‌کنند که روغن‌های پرفشار را به موتوری هیدرولیکی به وسیلهٔ انباشتگر هیدرولیکی پمپ می‌کنند. این موتورهای هیدرولیکی ژنراتورهایی را فعال می‌کنند و در نتیجه انرژی الکتریسیته تولید می‌شود. تمام برق تولید شده از سیلندرها به کابل مرکزی منتقل و از طریق آن به خط اتصال ساحل انتقال می‌یابد و وارد شبکه می‌شود. به وسیله یک کابل در کف دریا می‌توان چندین دستگاه را به خط اصلی متصل کرد.

## اصول فعالیت
پِلامیس دستگاه تبدیل انرژی موج به صورت تضعیفی است. ساختار بلند و باریک و طرح کم اصطکاک آن در برابر نیروهای سنگین هیدرودینامیکی مانند نیروی ایستایی، دِرَگ و نیروی کوبشی که به وسیلهٔ موج‌های بزرگ ایجاد می‌شوند محافظت می‌کند. دستگاه تأثیر خود را از قوص موج می‌گیرد نه از ارتفاع آن. چنان‌که هر موج تا حد مشخصی به قوث می‌رسد و در نهایت فرو می‌پاشد می‌توان محدوده حرکتی دستگاه و میزان جا به جایی اهرم‌ها مشخص کرد که حرکت‌های موج‌های کوچک را نیز دربر گیرد.
دستگاه دارای مفاصل نوینی است که واکنش در برابر نیروی چند طرفه در آنها افزایش یافته‌است. این مقاومت در شرایط عادی و موج‌های کوچک باید در بالاترین حد و در شرایط بحرانی و دریاهای خروشان در کمترین حد باشد تا به مفاصل خسارتی نرسد
.

## پروژه‌ها

### آزمایش پلامیس P2 در EMEC
این دستگاه از نسل دوم دستگاه‌های تبدیل انرژی موج شرکت امواج پلامیس است. پلامیس P2 طول ۱۸۰ متری، قطری ۴ متری و وزنی حدود ۱۳۵۰ تنی دارد. این نوع با ۵ جزء لوله‌ای و ۴ مفصل محرک، بلندتر و پهن‌تر از نوع P1 است.
شرکت انرژی امواج پلامیس در سال ۲۰۱۰ اولبن نمونه از دستگاه نسل دوم تبدیل انرژی خود را در مرکز انرژی دریایی اروپا (EMEC) واقع در اورکنی اسکاتلند به آزمایش گذاشت. دستگاه متعلق به شرکت آب و برق آلمانی، E.On، است و اولین قرارداد بریتانیا در زمینه انرژی‌های دریایی محسوب می‌شود. شرکت انرژی امواج پلامیس مارس ۲۰۱۰ خبر از دومین سفارش برای دستگاه نسل دومی P2 از سوی شرکت نوسازی نیروی اسکاتیش داد. سفارش دوم در ماه می ۲۰۱۲ در EMEC نصب شد. هر دو شرکت موافقت خود را نسبت به شرمت در آزمایش دستگاه P2 اعلام کرده‌اند.

## دستاوردها

### نمونه اولیه دستگاه پلامیس
شرکت انرژی امواج پلامیس نمونه اولیه دستگاه خود را در ابعاد کامل برای اولین بار بین سال‌های ۲۰۰۴ تا ۲۰۰۷ در EMEC واقع در اورکنی اسکاتلند به آزمایش گذاشت. دستگاه با توان ۷۵۰ کیلووات خود، اولین دستگاه تولید انرژی موج بود که در دل دریا به کار گرفته می‌شد و انرژی تولید شده را به خط انتقال نیرو وارد می‌کرد.
دستگاه ۱۲۰ متر طول و ۳٫۵ متر پهنا داشت که شامل ۴ بخش لوله‌ای بود که از طریق ۳ بخش تبدیل انرژی کوتاه‌تر به هم متصل می‌شدند.

### مزرعه امواج Aguçadoura
سال ۲۰۰۸ پلامیس ۳ نمونه از دستگاه نسل اول خود، P1، را در Aguçadoura آزمایش کرد. این منطقه که در شمال‌غرب سواحل پرتغال واقع شده توانایی نصب و تولید 2.25 MW انرژی را داشت و اولین پروژه تولید نیرو از امواج بود که چند دستگاه در آن نصب شده بود. از این منطقه برای اولین بار در ماه ژوئیه سال ۲۰۰۸ انرژی تولید شد اما در نوامبر همان سال از مدار خارج شد.Pelamis at Aguçadoura video